# En Ralph, el destructor
En Ralph, el destructor (títol original en anglès: Wreck-It Ralph) és una pel·lícula de dibuixos animats de Walt Disney estrenada l'any 2012. Se'n va estrenar una seqüela el 2018, En Ralph destrueix internet. S'ha doblat al català.

## Argument
En un saló recreatiu, els personatges dels videojocs cobren vida independent quan es tanquen les portes. Ralph és l'antagonista d'un joc molt popular però se sent marginat pels seus companys de repartiment. Per això abandona el joc per intentar ser un heroi en altres aventures. Aterra a una màquina veïna de jocs de guerra, on allibera accidentalment uns insectes malignes. Posteriorment va a parar a un joc de curses, on coneix la jove Vanellope, a qui les altres jugadores no deixen participar per ser una falla del joc (un error de programari).
Ralph promet ajudar la Vanellope, amb qui se sent identificat i creen junts un cotxe de carreres. Però davant les amenaces del rei de la cursa, el trenca, per por que Vanellope sigui destruïda. Ralph torna derrotat al seu joc, on descobreix que sense ell res no pot funcionar, ja que no té sentit un joc sense objectiu. Mentrestant, els insectes assassins han colonitzat el joc de curses, i es disposen a destruir-lo. Ralph ha d'evitar-ho destruint els diversos enemics amb ajuda de personatges d'altres aventures.
Finalment els insectes són derrotats, la Vanellope es converteix en la princesa del joc de curses i el Ralph torna a casa seva, ara respectat pels seus companys perquè han entès el seu paper clau.